# Alexandros Tzorvas
Alexandros Tzorvas, född 12 augusti 1982 i Aten, Grekland, är en grekisk fotbollsspelare, målvakt, som sedan 2014 spelar i indiska NorthEast United FC.
Tzorvas har spelat tidigare spelat i bland annat Panathinaikos.